# ناصر بویش
ناصر بویش (انگلیسی: Nacer Bouiche؛ زادهٔ ۱۶ مهٔ ۱۹۶۳) بازیکن فوتبال اهل الجزایر بود.
از باشگاه‌هایی که در آن بازی کرده‌است می‌توان به باشگاه فوتبال شباب بلوزداد، باشگاه ورزشی القطر، باشگاه فوتبال ستاره سرخ، باشگاه فوتبال پاریس، باشگاه فوتبال القبائل، و باشگاه فوتبال فرنتس‌واروش اشاره کرد.
وی همچنین در تیم ملی فوتبال الجزایر بازی کرده‌است.